# Malá Miss Sunshine
Malá Miss Sunshine (v anglickém originále Little Miss Sunshine) je komediální drama a road movie debut amerických režisérů Jonathana Daytona a Valerie Faris. Scénář napsal jako svoji prvotinu Michael Arndt. Ve filmu hrají Greg Kinnear, Steve Carell, Toni Collette, Paul Dano, Abigail Breslin a Alan Arkin.
Snímek obdržel dva Oscary, a sice za nejlepší mužský výkon ve vedlejší roli (oceněn byl Alan Arkin) a za nejlepší scénář. Dále byl ještě dvakrát nominován, a to za nejlepší film a za nejlepší ženský herecký výkon v hlavní roli – Abigail Breslin.

## Obsazení
- Greg Kinnear jako Richard Hoover
- Toni Collette jako Sheryl Hoover
- Steve Carell jako Frank Ginsberg
- Paul Dano jako Dwayne Hoover
- Abigail Breslin jako Olive Hoover
- Alan Arkin jako Edwin Hoover
- Bryan Cranston jako Stan Grossman
- Dean Norris jako pan McCleary

## Přijetí

### Tržby
Film vydělal 59,8 milionů dolarů v Severní Americe a 40,6 milionů dolarů v ostatních oblastech, celkově tak vydělal 100,5  milionů dolarů po celém světě. Rozpočet filmu činil 8 milionů dolarů. V Severní Americe byl uveden limitovaně 26. července 2006, poté byl uveden do více kin dne 18. srpna 2006. Za první víkend vydělal ze sedmi kin 370 998 dolarů, za první víkend po uvedení do více kin vydělal přes 5 milionů dolarů. 

### Recenze
Film získal pozitivní recenze od kritiků. Na recenzní stránce Rotten Tomatoes získal z 211 započtených recenzí 91 procent s průměrným ratingem 7,7 bodů z deseti. Na serveru Metacritic snímek získal z 36 recenzí 80 bodů ze sta. Na Česko-Slovenské filmové databázi si snímek drží 78 procent.

### Ocenění a nominace
| Ocenění                                            | Kategorie                                                                                    | Nominovaný                                                                         | Výsledek  |
| -------------------------------------------------- | -------------------------------------------------------------------------------------------- | ---------------------------------------------------------------------------------- | --------- |
| Oscar                                              | nejlepší film                                                                                |                                                                                    | nominace  |
| Oscar                                              | nejlepší původní scénář                                                                      | Michael Arndt                                                                      | vítězství |
| Oscar                                              | nejlepší mužský herecký výkon ve vedlejší roli                                               | Alan Arkin                                                                         | vítězství |
| Oscar                                              | nejlepší ženský herecký výkon ve vedlejší roli                                               | Abigail Breslin                                                                    | nominace  |
| Americký filmový institut                          | nejlepší film                                                                                |                                                                                    | vítězství |
| Alliance of Women Film Journalists EDA Awards      | nejlepší komediální film o ženě nebo natočený ženou                                          |                                                                                    | vítězství |
| Alliance of Women Film Journalists EDA Awards      | nejlepší herečka v hlavní roli (komedie)                                                     | Toni Collette                                                                      | nominace  |
| Alliance of Women Film Journalists EDA Awards      | nejlepší výkon herce/herečky, který podporuje ženskou protagonistku nebo ženskou perspektivu | Alan Arkin                                                                         | nominace  |
| Alliance of Women Film Journalists EDA Awards      | nejlepší obsazení                                                                            |                                                                                    | vítězství |
| Alliance of Women Film Journalists EDA Awards      | objev roku                                                                                   | Abigail Breslin                                                                    | vítězství |
| American Cinema Editors                            | nejlepší střih – film (komedie/muzikál)                                                      | Pamela Martin                                                                      | nominace  |
| Americký filmový institut                          | nejlepší film                                                                                |                                                                                    | vítězství |
| Boston Society of Film Critics Awards              | nejlepší nový filmař                                                                         | Jonathan Dayton A Valerie Faris                                                    | nominace  |
| Filmová cena Britské akademie                      | nejlepší film                                                                                |                                                                                    | nominace  |
| Filmová cena Britské akademie                      | nejlepší původní scénář                                                                      | Michael Arndt                                                                      | vítězství |
| Filmová cena Britské akademie                      | nejlepší mužský herecký výkon ve vedlejší roli                                               | Alan Arkin                                                                         | vítězství |
| Filmová cena Britské akademie                      | nejlepší ženský herecký výkon ve vedlejší roli                                               | Abigail Breslin                                                                    | nominace  |
| Filmová cena Britské akademie                      | nejlepší ženský herecký výkon ve vedlejší roli                                               | Toni Collette                                                                      | nominace  |
| Filmová cena Britské akademie                      | nejlepší režie                                                                               | Jonathan Dayton A Valerie Faris                                                    | nominace  |
| Central Ohio Film Critics Association              | nejlepší film                                                                                |                                                                                    | nominace  |
| Central Ohio Film Critics Association              | nejlepší původní scénář                                                                      | Michael Arndt                                                                      | nominace  |
| Central Ohio Film Critics Association              | nejlepší mužský herecký výkon ve vedlejší roli                                               | Alan Arkin                                                                         | nominace  |
| Central Ohio Film Critics Association              | nejlepší obsazení                                                                            |                                                                                    | nominace  |
| Critics' Choice Movie Awards                       | nejlepší film                                                                                |                                                                                    | nominace  |
| Critics' Choice Movie Awards                       | nejlepší scénář                                                                              | Michael Arndt                                                                      | vítězství |
| Critics' Choice Movie Awards                       | nejlepší mužský herecký výkon ve vedlejší roli                                               | Alan Arkin                                                                         | nominace  |
| Critics' Choice Movie Awards                       | nejlepší komedie                                                                             |                                                                                    | nominace  |
| Critics' Choice Movie Awards                       | nejlepší mladá herečka                                                                       | Abigail Breslin                                                                    | vítězství |
| Critics' Choice Movie Awards                       | nejlepší mladý herec                                                                         | Paul Dano                                                                          | vítězství |
| Critics' Choice Movie Awards                       | nejlepší obsazení                                                                            |                                                                                    | vítězství |
| César                                              | nejlepší cizojazyčný film                                                                    |                                                                                    | vítězství |
| Costume Designers Guild                            | nejlepší kostýmy (současný film)                                                             | Nancy Steiner                                                                      | nominace  |
| Dallas-Fort Worth Film Critics Association Awards  | nejlepší film                                                                                |                                                                                    | nominace  |
| Dallas-Fort Worth Film Critics Association Awards  | nejlepší scénář                                                                              | Michael Arndt                                                                      | vítězství |
| Directors Guild of America Award                   | nejlepší režie – film                                                                        | Jonathan Dayton A Valerie Faris                                                    | nominace  |
| GLAAD Media Award                                  | nejlepší film                                                                                |                                                                                    | vítězství |
| Chicago Film Critics Association Awards            | nejlepší film                                                                                |                                                                                    | nominace  |
| Chicago Film Critics Association Awards            | nejlepší původní scénář                                                                      | Michael Arndt                                                                      | nominace  |
| Chicago Film Critics Association Awards            | nejlepší ženský herecký výkon ve vedlejší roli                                               | Toni Collette                                                                      | nominace  |
| Chicago Film Critics Association Awards            | nejlepší ženský herecký výkon ve vedlejší roli                                               | Abigail Breslin                                                                    | nominace  |
| Chicago Film Critics Association Awards            | nejslibnější režisér                                                                         | Jonathan Dayton A Valerie Faris                                                    | nominace  |
| Zlatý glóbus                                       | nejlepší film (muzikál/komedie)                                                              |                                                                                    | nominace  |
| Zlatý glóbus                                       | nejlepší ženský herecký výkon v hlavní roli (muzikál/komedie)                                | Toni Collette                                                                      | nominace  |
| Gotham Awards                                      | nejlepší obsazení                                                                            | Greg Kinnear, Steve Carell, Toni Collette, Paul Dano, Abigail Breslin a Alan Arkin | nominace  |
| Gotham Awards                                      | objev roku                                                                                   | Abigail Breslin                                                                    | nominace  |
| Cena Grammy                                        | nejlepší soundtrack                                                                          | Mychael Danna                                                                      | nominace  |
| Independent Spirit Awards                          | nejlepší film                                                                                |                                                                                    | vítězství |
| Independent Spirit Awards                          | nejlepší první scénář                                                                        | Michael Arndt                                                                      | vítězství |
| Independent Spirit Awards                          | nejlepší mužský herecký výkon ve vedlejší roli                                               | Alan Arkin                                                                         | vítězství |
| Independent Spirit Awards                          | nejlepší mužský herecký výkon ve vedlejší roli                                               | Paul Dano                                                                          | nominace  |
| Independent Spirit Awards                          | nejlepší režie                                                                               | Jonathan Dayton a Valerie Faris                                                    | vítězství |
| Irish Film Award                                   | nejlepší mezinárodní film                                                                    |                                                                                    | vítězství |
| Kansas City Film Critics Circle Awards             | nejlepší původní scénář                                                                      | Michael Arndt                                                                      | vítězství |
| Filmová cena MTV                                   | nejlepší film                                                                                |                                                                                    | nominace  |
| Filmová cena MTV                                   | objev roku                                                                                   | Abigail Breslin                                                                    | nominace  |
| Las Vegas Film Critics Society Awards              | nejlepší mladá herečka/mladý herec                                                           | Abigail Breslin                                                                    | vítězství |
| London Critics Circle Film Awards                  | nejlepší film                                                                                |                                                                                    | nominace  |
| London Critics Circle Film Awards                  | nejlepší scénář                                                                              | Michael Arndt                                                                      | nominace  |
| Los Angeles Film Critics Association Awards        | Ocenění pro novou generaci                                                                   | Jonathan Dayton, Valerie Faris a Michael Arndt                                     | vítězství |
| Los Angeles Film Critics Association Awards        | nejlepší scénář                                                                              | Michael Arndt                                                                      | nominace  |
| National Board of Review                           | nejlepších deset filmů                                                                       |                                                                                    | vítězství |
| National Society of Film Critics Awards            | nejlepší mužský herecký výkon ve vedlejší roli                                               | Alan Arkin                                                                         | nominace  |
| New York Film Critics Circle Awards                | nejlepší mužský herecký výkon ve vedlejší roli                                               | Steve Carell                                                                       | nominace  |
| New York Film Critics Circle Awards                | nejlepší scénář                                                                              | Michael Arndt                                                                      | nominace  |
| New York Film Critics Circle Awards                | nejlepší první film                                                                          | Jonathan Dayton a Valerie Faris                                                    | nominace  |
| New York Film Critics Online Awards                | nejlepších deset fimů                                                                        |                                                                                    | vítězství |
| New York Film Critics Online Awards                | nejlepší obsazení                                                                            |                                                                                    | vítězství |
| New York Film Critics Online Awards                | nejlepší debut jako režisér                                                                  | Jonathan Dayton a Valerie Faris                                                    | vítězství |
| North Texas Film Critics Association               | nejlepší film                                                                                |                                                                                    | vítězství |
| Oklahoma Film Critics Circle Awards                | nejlepších deset fimů                                                                        |                                                                                    | vítězství |
| Oklahoma Film Critics Circle Awards                | nejlepší první film                                                                          | Jonathan Dayton a Valerie Faris                                                    | vítězství |
| Online Film Critics Society Awards                 | nejlepší ženský herecký výkon ve vedlejší roli                                               | Abigail Breslin                                                                    | vítězství |
| Online Film Critics Society Awards                 | nejlepší mužský herecký výkon ve vedlejší roli                                               | Alan Arkin                                                                         | nominace  |
| Online Film Critics Society Awards                 | objev roku – filmař                                                                          |                                                                                    | vítězství |
| Online Film Critics Society Awards                 | nejlepší původní scénář                                                                      | Michael Arndt                                                                      | nominace  |
| Producers Guild of America                         | nejlepší producent – film                                                                    | Marc Turtletaub, David T. Friendly, Peter Saraf, Albert Berger a Ron Yerxa         | vítězství |
| Phoenix Film Critics Society Awards                | nejlepší herecký výkon ve vedlejší roli – mladá herečka                                      | Abigail Breslin                                                                    | vítězství |
| Phoenix Film Critics Society Awards                | nejlepší scénář                                                                              | Michael Arndt                                                                      | vítězství |
| Phoenix Film Critics Society Awards                | nejlepší obsazení                                                                            |                                                                                    | vítězství |
| Satellite Award                                    | nejlepší film                                                                                |                                                                                    | nominace  |
| Satellite Award                                    | nejlepší ženský herecký výkon v hlavní roli (muzikál/komedie)                                | Toni Collette                                                                      | nominace  |
| Satellite Award                                    | nejlepší mužský herecký výkon ve vedlejší roli                                               | Alan Arkin                                                                         | nominace  |
| Satellite Award                                    | nejlepší ženský herecký výkon ve vedlejší roli                                               | Abigail Breslin                                                                    | nominace  |
| Satellite Award                                    | nejlepší původní skladba                                                                     | Devotchka (za „Til the End of Time“)                                               | nominace  |
| Screen Actors Guild Award                          | nejlepší obsazení                                                                            | Greg Kinnear, Steve Carell, Toni Collette, Paul Dano, Abigail Breslin a Alan Arkin | vítězství |
| Screen Actors Guild Award                          | nejlepší mužský herecký výkon ve vedlejší roli                                               | Alan Arkin                                                                         | nominace  |
| Screen Actors Guild Award                          | nejlepší ženský herecký výkon ve vedlejší roli                                               | Abigail Breslin                                                                    | nominace  |
| Southeastern Film Critics Association Awards       | nejlepší film                                                                                |                                                                                    | 5. místo  |
| Southeastern Film Critics Association Awards       | nejlepší původní scénář                                                                      | Michael Arndt                                                                      | vítězství |
| St. Louis Film Critics Association                 | nejoriginálnější film                                                                        |                                                                                    | nominace  |
| St. Louis Film Critics Association                 | nejlepší mužský herecký výkon ve vedlejší roli                                               | Steve Carell                                                                       | nominace  |
| St. Louis Film Critics Association                 | nejlepší ženský herecký výkon ve vedlejší roli                                               | Abigail Breslin                                                                    | nominace  |
| St. Louis Film Critics Association                 | nejlepší původní scénář                                                                      | Michael Arndt                                                                      | nominace  |
| Young Artist Awards                                | Nejlepší rodinný film (komedie/muzikál)                                                      |                                                                                    | vítězství |
| Young Artist Awards                                | Nejlepší herečka v hlavní roli (10 let a méně)                                               | Abigail Breslin                                                                    | vítězství |
| Toronto Film Critics Association Awards            | nejlepší první film                                                                          | Valerie Faris a Jonathan Dayton                                                    | nominace  |
| Vancouver Film Critics Circle Awards               | nejlepší mužský herecký výkon ve vedlejší roli                                               | Alan Arkin                                                                         | vítězství |
| Vancouver Film Critics Circle Awards               | nejlepší mužský herecký výkon ve vedlejší roli                                               | Steve Carell                                                                       | nominace  |
| Washington DC Area Film Critics Association Awards | nejlepší původní scénář                                                                      | Michael Arndt                                                                      | vítězství |
| Washington DC Area Film Critics Association Awards | nejlepší obsazení                                                                            |                                                                                    | vítězství |
| Women's Image Network                              | nejlepší mužský herecký výkon v hlavní roli                                                  | Greg Kinnear                                                                       | nominace  |
| Women Film Critics Circle Awards                   | nejlepší film natočený ženou                                                                 | Valerie Faris                                                                      | vítězství |
| Women Film Critics Circle Awards                   | nejlepší mladá herečka                                                                       | Abigail Breslin                                                                    | vítězství |
| Writers Guild of America Award                     | nejlepší scénář                                                                              | Michael Arndt                                                                      | vítězství |